# That Gal of Burke's
That Gal of Burke's er en amerikansk stumfilm fra 1916.

## Medvirkende
- Ann Little som Tommie Burke.
- Jack Richardson som Arnold Blake.
- Frank Borzage som Charles Percival.
- Dick La Reno som Mr. Burke.
- Gordona Bennet.